# MAN Lion's Classic
Il MAN Lion's Classic (SLXX3) è una famiglia di modelli di autobus prodotto dalla MAN Truck & Buses a partire dall'anno 2000

## Storia
Il MAN Lion's Classic si ispira al modello precedente, ovvero il MAN SL200, risalente al 1980
Originariamente, la sigla che contraddistingueva il modello era "Man SLXX3" (Le X stanno a indicare le diverse versioni in base alla lunghezza del mezzo e del motore di cui è dotato), per poi essere ribattezzato nel 2004 con Lion's Classic; nome ispirato dal nuovo modello, il MAN Lion's City, il quale sarebbe stato presto lanciato sul mercato.
La loro produzione è stata interrotta indicativamente fra il 2005 e il 2007 con l'arrivo delle nuove versioni del Man Lion's City e in seguito Man Lion's Intercity
La versione articolata è il MAN Lion's Classic G , la cui produzione è stato interrotta nel 2005. Il numero di serie delle caratteristiche tecniche dell'autobus è A74.

## Versioni
Esistono diverse versioni tra allestimenti (Urbano, Suburbano ed Extraurbano) e lunghezze (10, 12 e 18 metri) e alimentazioni (Diesel e CNG)

### MAN SL223
- Dimensioni
  - Lunghezza: 11.857 mm
  - Larghezza: 2550 mm
  - Altezza: 3130 mm
  - Interasse: 5725 mm
  - Altezza interna: 2214 mm
  - Sporgenza frontale: 2669 mm
  - Sbalzo posteriore: 3463 mm
  - Altezza pavimento: 720 mm
  - Diametro del raggio di sterzata: 21,9 m
  - Peso netto: 10.650 kg
  - Max. Peso totale: 18.000 kg
  - Porte 2/3

- Motore
  - Tipo: motore diesel in linea MAN D0826 LOH 1, 8 cilindri con iniezione diretta, turbocompressore e intercooler
  - Potenza massima: 191 kW (a 2300 giri / min)
  - Coppia massima: 1000 Nm (a 1700 giri / min)
  - Capacità del cilindro: 6871 cm³
  - Rapporto di compressione: 17: 1,
  - Foro / corsa: 108/125 mm
  - Velocità massima: 100 km / h
  - Serbatoio carburante: 300 litri con filtro carburante a due stadi
  - Sospensione: molla ad aria

Il cambio può essere manuale a 5 rapporti + Retromarcia oppure automatico (Voith/ZF Ecomat)

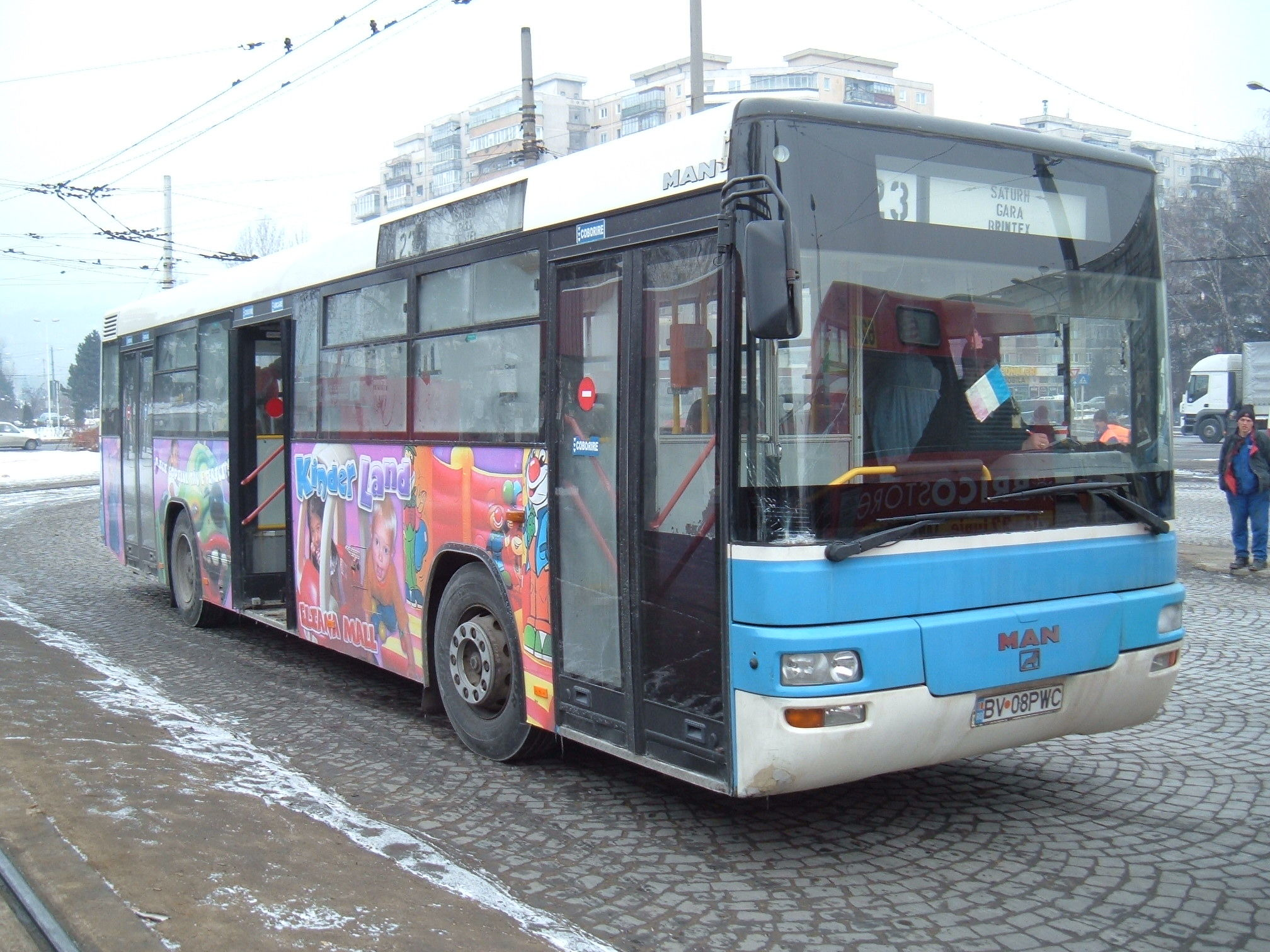
MAN SL263 in servizio nella città di Brasov (RO)

### MAN SL263
- Dimensioni
  - Lunghezza: 11.857 mm
  - Larghezza: 2550 mm
  - Altezza: 3130 mm
  - Interasse: 5725 mm
  - Altezza interna: 2214 mm
  - Sporgenza frontale: 2669 mm
  - Sbalzo posteriore: 3463 mm
  - Altezza pavimento: 720 mm
  - Diametro del raggio di sterzata: 21,9 m
  - Peso netto: 10.650 kg
  - Max. Peso totale: 18.000 kg
  - Porte 2/3

- Motore
  - Tipo: motore diesel in linea MAN D2866 LUH 23, 8 cilindri con iniezione diretta, turbocompressore e intercooler
  - Potenza massima: 191 kW (a 2300 giri / min)
  - Coppia massima: 1000 Nm (a 1700 giri / min)
  - Capacità del cilindro: 6871 cm³
  - Rapporto di compressione: 17: 1,
  - Foro / corsa: 108/125 mm
  - Velocità massima: 100 km / h
  - Serbatoio carburante: 300 litri con filtro carburante a due stadi
  - Sospensione: molla ad aria

Il cambio può essere manuale a 5 rapporti + Retromarcia oppure automatico (Voith/ZF Ecomat)

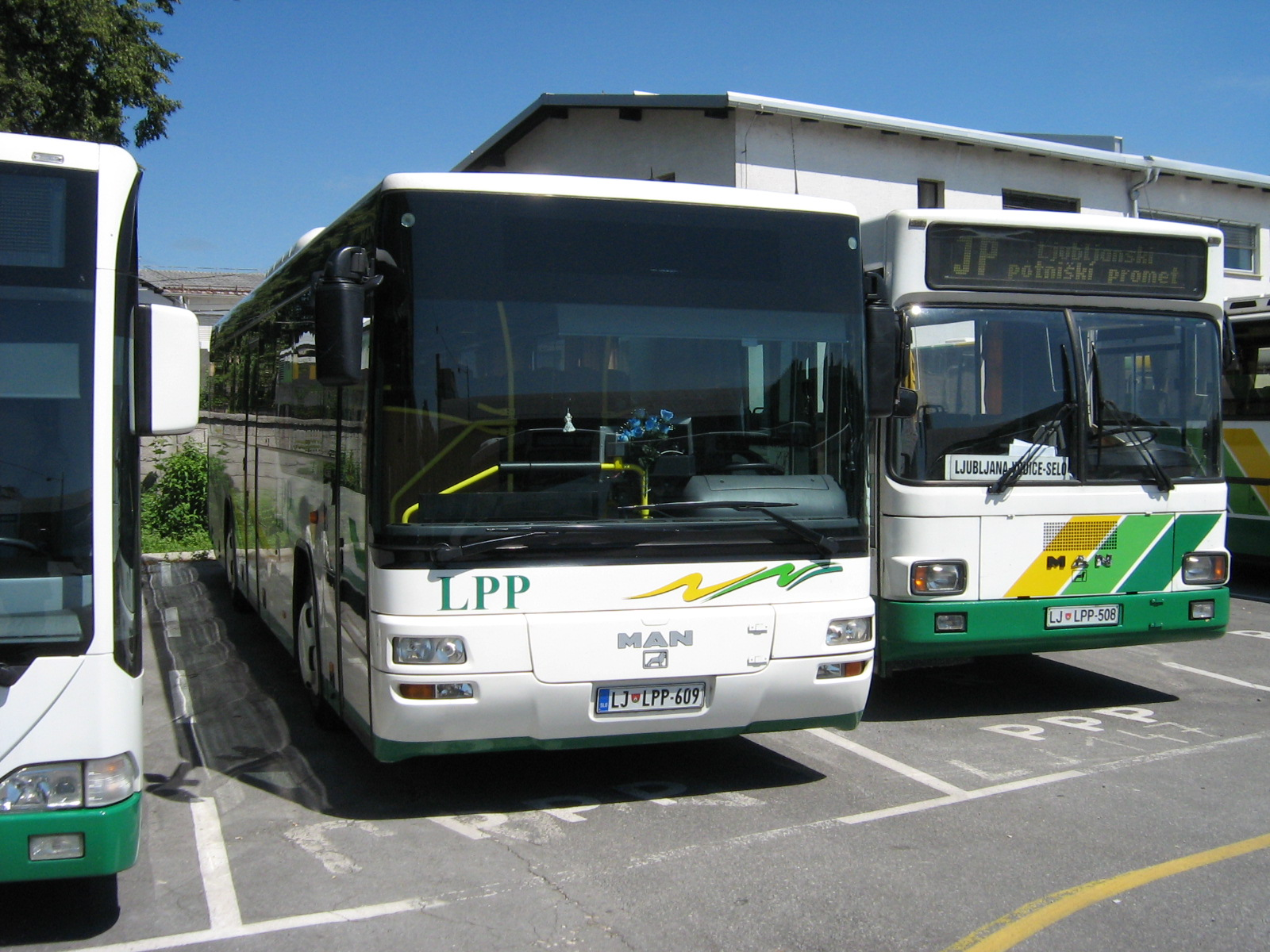
MAN SÜ 283 di Ljubljanskega potniškega prometa (SI)

### MAN SU313/SU263/SU283
Versione Interurbana da 2 porte (Seconda porta ad anta singola centrale oppure posteriore)
Il cambio può essere manuale a 5 rapporti + Retromarcia oppure automatico (Voith/ZF Ecomat)

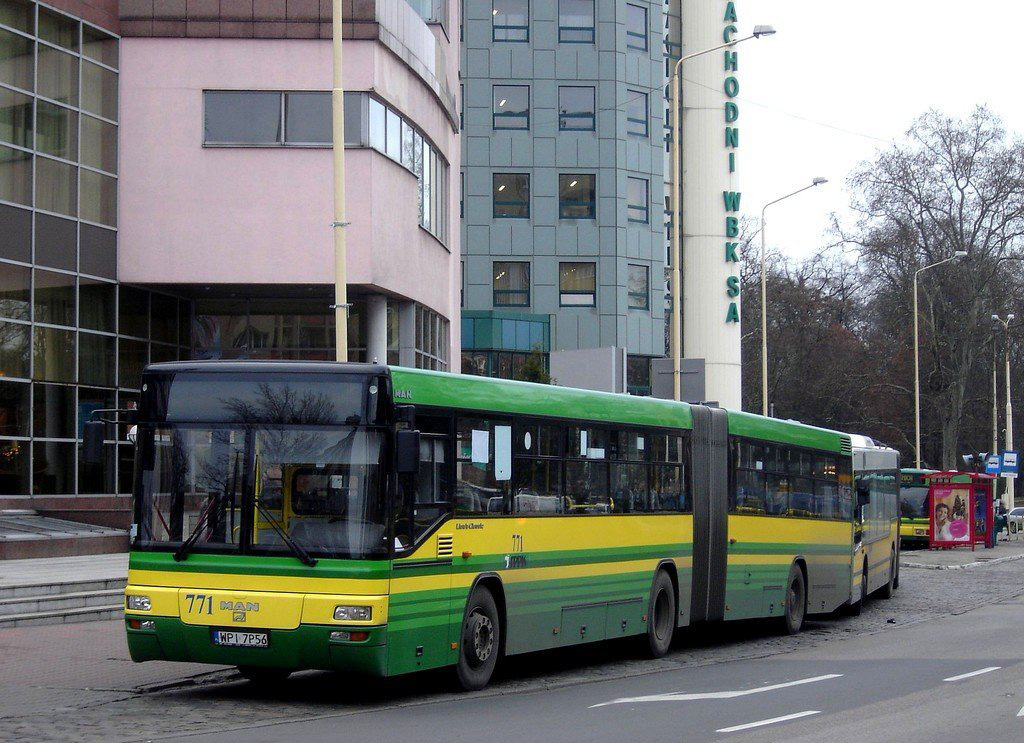
MAN SG313 della SPPK in servizio a Stettino (PL)

### MAN SG263/313
Versione Articolata da 3/4 porte in base all'allestimento
Le versioni sono rispettivamente da 260 e 310 cavalli.
Disponibili solo con cambio automatico (Voith/ZF Ecomat)

## Diffusione
Il mezzo è particolarmente diffuso nell'Est Europa, nei paesi Scandinavi e in Turchia.
In Italia è presente in varie versioni.
18 metri (SG313) nelle seguenti aziende:
- Atv Verona
- Busitalia Padova
- Mom Treviso

12 metri (SU313)
- Tper Bologna

A Foggia sono stati acquistati alcuni esemplari usati dall'Olanda.